# Gélase Armel Kema
Gélase Armel Kema (né le 26 octobre 1972 à Ouesso) est un religieux catholique congolais, évêque de Ouesso depuis décembre 2021.

## Biographie

### Famille
Gélase Armel Kema est né de Marguerite Ayeye et Pierre Kema.

### Formation
Prêtre du diocèse de Ouesso, il a été formé au Petit séminaire de Makoua, dans le département de la Cuvette, avant d’aller poursuivre ses études de philosophie et de théologie à l’Institut théologique de Montréal au Canada.
Il parfait ensuite sa formation par une licence et un doctorat en droit canonique à l’Université pontificale urbanienne de Rome entre 2007 et 2010,,,.

### Ministères
Ordonné presbytéralement le 29 août 1999, Gélase Armel Kema a été vicaire paroissial de 1999 à 2000 et curé de la paroisse Saint-Joseph de Mokéko de 2000 à 2002.
Il occupe tour à tour les fonctions suivantes : recteur du Séminaire propédeutique de Ouesso de 2002 à 2003 ; vicaire général de son diocèse de 2002 à 2003; curé de la paroisse du Sacré-Cœur-de-Jésus à Sembé de 2003 à 2007.
Gélase Armel Kema a exercé son ministère pastoral à Collesalvetti, dans le diocèse de Livourne en Italie, de 2010 à 2013.
Professeur de droit canonique au Grand séminaire de théologie Cardinal-Émile-Biayenda de Brazzaville, depuis 2014, il est directeur national des Œuvres pontificales missionnaires en République du Congo depuis 2018.
Cette nomination a été faite par le cardinal Fernando Filoni, alors préfet de la Congrégation pour l'évangélisation des peuples (Propaganda Fide).
Le 8 décembre 2021, le Saint-Père a accepté la renonciation au gouvernement pastoral du diocèse de Ouesso, présentée par Yves-Marie Monot, C,S,Sp,.
Pour lui succéder, le pape François a nommé le Père Gélase Armel Kema. Il est le troisième évêque de Ouesso après messeigneurs Hervé Itoua (6 juin 1983-22 avril 2006) et Yves-Marie Monot (14 juin 2008-8 décembre 2021), après avoir été administrateur apostolique (22 avril 2006-14 juin 2008).
Sur l’esplanade de la cathédrale Saint-Pierre-Claver de Ouesso, Gélase Armel Kema est ordonné évêque et prend possession canonique du siège épiscopal le 13 février 2022. L'évêque consécrateur principal est l’archevêque métropolitain d’Owando, Victor Abagna Mossa. Les co-consécrateurs sont Bienvenu Manamika Bafouakouahou, archevêque métropolitain de Brazzaville et Yves Marie Monot, évêque émérite de Ouesso,,,.
Sa devise épiscopale est : « Proclame la parole avec patience », 2 Tim 4, 2.
On note également la présence du Premier ministre, Anatole Collinet Makosso, et de Jean Vincent Ondo, évêque d’Oyem.
Louis Portella Mbuyu a assuré son accompagnement spirituel lors de sa retraite.